# Kate Pragnellová

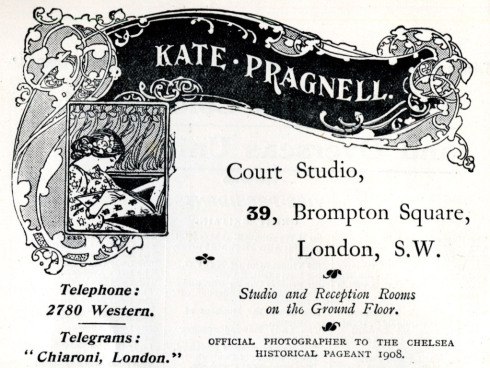
Obchodní vizitka fotografické společnosti Kate Pragnellové

Kate Pragnellová (nepřechýleně Kate Pragnell; 24. února 1853 – 19. listopadu 1905) byla anglická portrétní fotografka a majitelka firmy.

## Životopis
Kate Pragnellová se narodila 24. února 1853 v High Street, Newport, Isle of Wight v Anglii. V roce 1862 se její rodina přestěhovala do Bristolu, kde později studovala na Bristol School of Art.

## Kariéra
V roce 1890 vstoupila do partnerství s fotografem a vynálezcem Williamem Friese-Greenem na adrese Sloane Street čp. 162, Chelsea v Londýně. V roce 1891 žila na Bath Road 13, Chiswick, spolu s umělkyní Emily Bird. V letech 1893 až 1900 založila vlastní fotografické studio na 164 Sloane Street v Chelsea. V roce 1901 se přestěhovala na Brompton Square 39, Kensington, kde měla také studio, které provozovala se svou přítelkyní a partnerkou Alicí Stewartovou.
Inspirovala se Alice Hughesovou; další průkopnické fotografky své doby jsou: Christina Broom, Lallie Charles, Rita Martinová a Lizzie Caswall Smith. Na rozdíl od Hughese Pragnell fotografovala i muže, což bylo v té době pro fotografku něco neobvyklého. Některé z jejích portrétovaných osobností jsou například: karikaturista Punch Linley Sambourne ; generál sir Beauvoir de Lisle nebo svatební portrét Lionelové Portmanové na obálce Country Life dne 11. listopadu 1905.
Její práce se objevila v magazínech Bystander, Black and White, Cassell's, Woman at Home a Hearth and Home; Pragnellová byl v podstatě hlavní fotografkou časopisu Hearth and Home. Pragnellová zaměstnávala pouze ženy a snažila se podporovat příležitosti ke školení, aby ženám umožnila zakládat vlastní fotografické podniky.
Kate Pragnellová zemřela 19. listopadu 1905 na Brompton Square 39 na nádor štítné žlázy, bylo jí 52 let. Svůj podnik odkázala Alici Stewartové.
Stewartová pokračovala v podnikání na Brompton Square až do roku 1911 a poté na Albemarle Street 16 ve Westminsteru, od roku 1911 do roku 1915. Pokračování v podnikání pod jménem „Kate Pragnell“ vedlo historiky k nesprávnému přiřazení autorství děl Kate Pragnellové, například zakázka na fotografování Chelsea Historical Pageant, která se konala v Old Ranelagh Gardens, Royal Hospital.

## Dědictví
Dílo autorky je uloženo ve stálé sbírce Národní portrétní galerie v Londýně a v Hyman Collection, soukromé sbírce Claire a Jamese Hymanových.

## Galerie

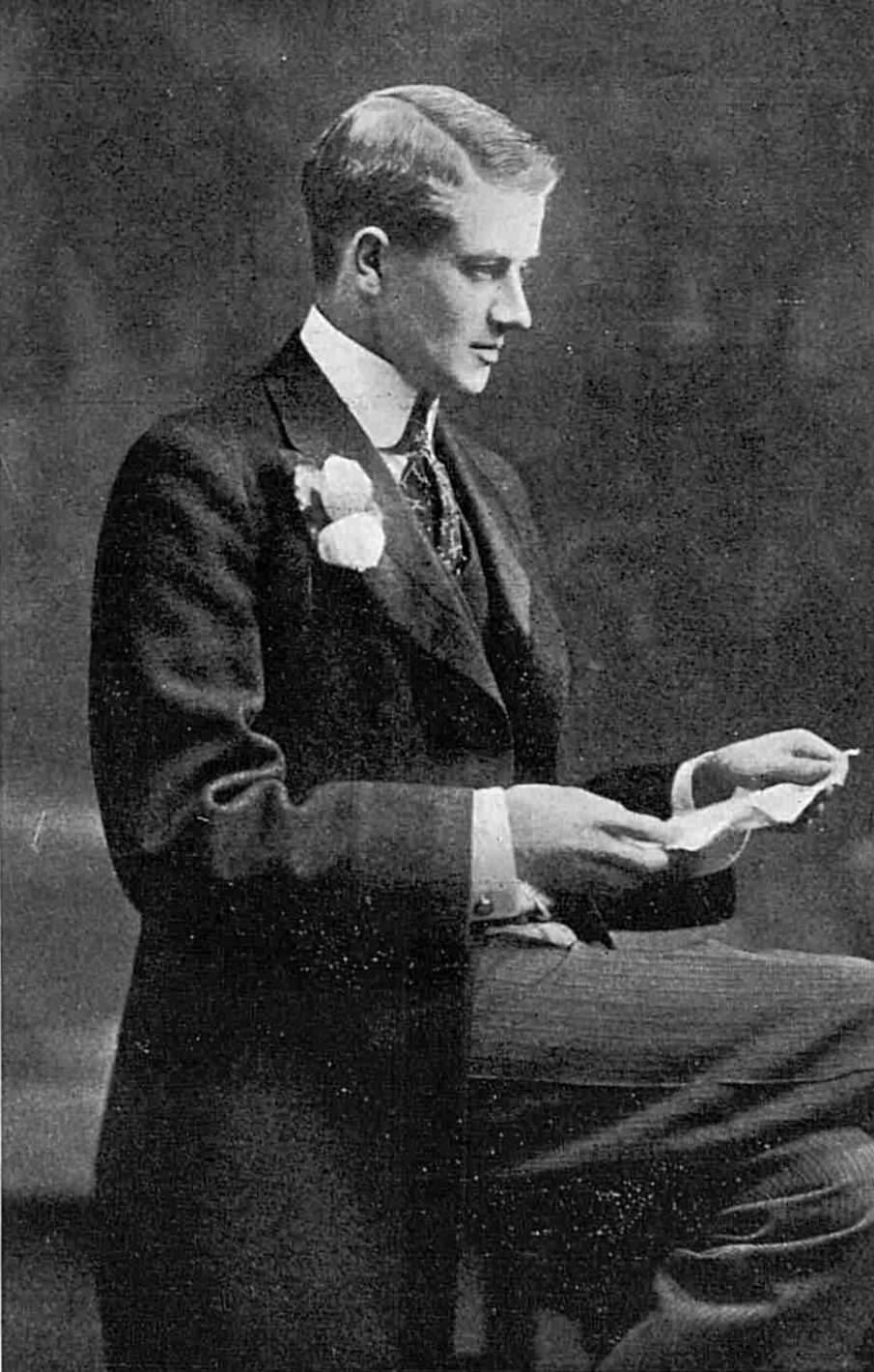
Herbert Vivian 1904
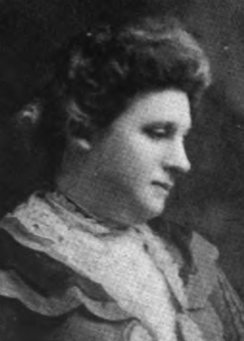
Annie Shepherd Swan, 1905
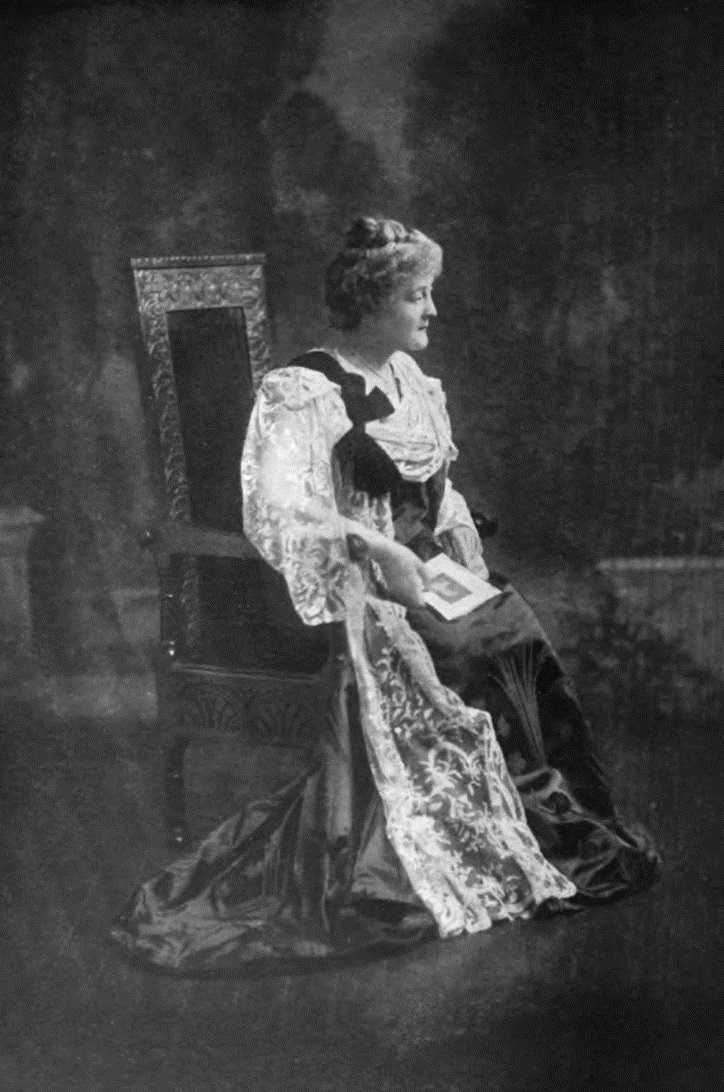
Rosa Campbell Praed